# Vladimir Mashkov
Vladimir Mashkov (em russo:  Влади́мир Льво́вич Машко́в; Novokuznetsk, 27 de novembro de 1963) é um ator russo e soviético. Mashkov também trabalhou como diretor, produtor e escritor do filme russo Papa em 2004. No mundo ocidental, ficou conhecido por seu trabalho no longa Behind Enemy Lines (2021).
Politicamente, Mashkov é um fiel apoiador do presidente Vladimir Putin e da Invasão da Ucrânia pela Rússia.

## Filmografia

### Filmes
- Zelyonyy ogon' kozy (The Goat's Green Fire) (1989)
- Ha-bi-assy (1990)
- Delay – raz! (Do It Once!) (1990)
- Lyubov na ostrove smerti (Love at the Death Island) (1991)
- Alyaska, ser! (Alaska, Sir!) (1992)
- Ya - Iván, ty - Abram (Me Ivan, You Abraham) (1993) .... Aaron
- Limita (1994) .... Ivan
- Podmoskovnye vechera (Katia Izmailova) (1994) .... Sergey
- Amerikanskaya doch (American Daughter) (1995) .... Alexei
- Koroli i kapusta (Cabbages and Kings) (1996) (voice)
- Noch pered Rozhdestvom (1997) (voice) .... Devil

- Vor (The Thief) (1997) ... Tolyán

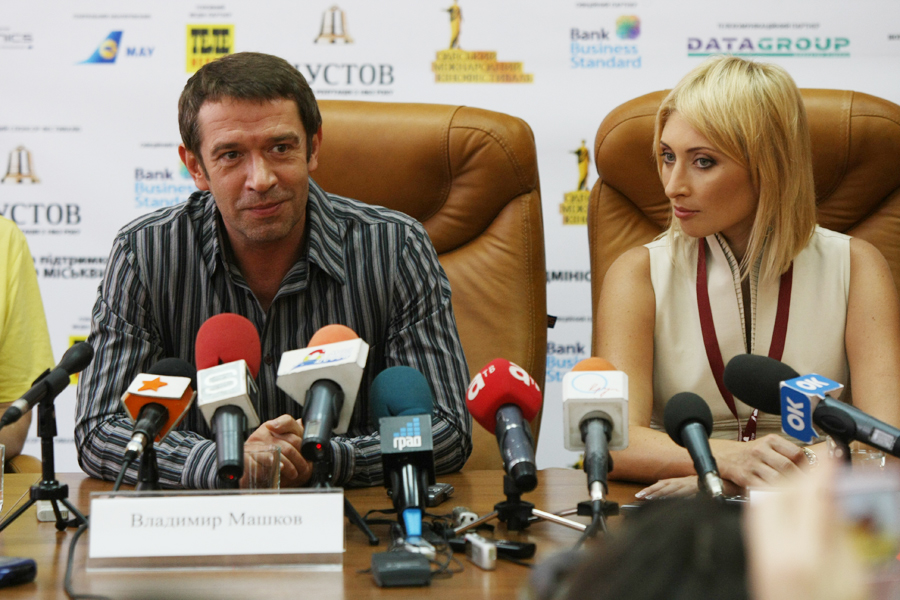
Vladimir Mashkov em uma Conferência de imprensa 2010.

- Sirota kazanskaya (Sympathy Seeker) (1997) .... Stall holder
- Sochineniye ko dnyu pobedy (Composition for Victory Day) (1998)
- Dve luny, tri solntsa (Two Moons, Three Suns) (1998) .... Alexei
- Mama (Mommy) (1999) .... Nikolai Yuryev
- Russkiy bunt (The Captain's Daughter) (2000) .... Yemelyan Pugachyov
- Dancing at the Blue Iguana (2000) .... Sacha
- 15 Minutes (2001) .... Milos Karlova
- An American Rhapsody (2001) .... Frank
- The Quickie (2001) .... Oleg
- Behind Enemy Lines (2001) .... Sasha
- Oligarkh (Tycoon and Tycoon: A New Russian) (2002) .... Platon
- Papa (Daddy and Father) (2004) .... Abraham Schwartz
- Statskiy sovetnik (The State Counsellor) (2005) .... Kozyr
- Okhota na Piranyu (Piranha) (2006) .... Mazur
- Piter FM (2006)
- Domovoy (2008) ... The Ghost (Domovoy)
- Kandagar (Kandahar) (2010) ... Sergei
- The Edge (2010) ... Ignat
- Rasputin (2011) ... Nicholas II
- Mission: Impossible – Ghost Protocol (2011) ... Anatoly Sidorov
- Pépel (Ashes) (2013) .... Igor Anatolievich Pietrov, former captain of the Red Army
- Duelyant (Duelist) (2016) .... conde Beklemíshev
- Flight Crew (2016) .... Leonid Zinchenko
- Going Vertical (2017) .... Vladimir Garanjin
- Bilhão (2019) .... Vladimir Garanjin

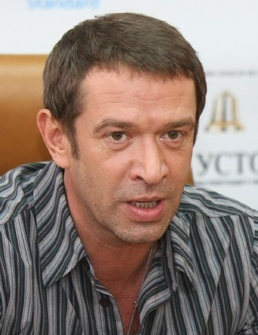
Vladimir Mashkov em 2010.

### Televisão
- Casus Improvisus (1991)
- Dvadtsat minut s angelom (1996)
- The Idiot (2003) .... Parfyon Rogozhin
- Alias (2005) .... Milo Kradic
- Liquidation (2007) .... David Markovich Gotsman
- Grigoriy R. (2014) .... Grigori Rasputin
- Rodina]] (2015) .... Fuzileiro coronel Alexey Bragin
- Raid]] (2017) .... Policial Oleg Kaplan

### Teatro
- My Big Land
- Biloxi Blues
- The Inspector General
- Don Juan

## Como Diretor

### Filmes
- Sirota kazanskaya (Sympathy Seeker) (1997)
- Papa (Daddy and Father) (2004)

### Teatro
- A Star Hour By Local Time
- Passions for Bumbarash
- The Death-Defying Act
- The Threepenny Opera

### Escritor e Produtor
- Papa (Daddy and Father) (2004)

## GTA IV
Havia rumores de que Vladimir Mashkov foi convidado pela Rockstar Games, se ele gostaria de desempenhar o papel de personagem principal no videogame Grand Theft Auto IV, mas ele recusou a oferta para que o personagem se parecesse com ele, mas foi renomeado Niko Bellic e foi dublado por Michael Hollick. A Rockstar nunca confirmou essas informações.

## Prêmios
- Festival de Cinema Russo San Raphael de 1994: Blue Sail Award por  Limita  (1994)
- 1994 Sochi Open Russian Film Festival: Prêmio de Melhor Ator por  Limita  (1994)
- Festival de Cinema de Genebra de 1995: Prêmio Internacional do Júri para  Limita  (1994)
- Festival de Cinema de Genebra de 1995: Prêmio do Júri Jovem por  Limita  (1994)
- 1997 Open CIS e Festival de Cinema do Báltico: Melhor Ator por   The Thief  (1997)
- 1997 Sozvezdie: Prêmio de Melhor Ator por  The Thief  (1997)
- 1998 Nika Awards: Prêmio de Melhor Ator por  The Thief  (1997)
- 2001 23º Festival Internacional de Cinema de Moscou: Prémio de Melhor Ator de St. George por  The Quickie  (2001) [4]
- 2004 26º Festival Internacional de Cinema de Moscou: Prêmio de audiência para  Papa  (2004) (compartilhado com Ilya Rubinstein) [5]